# Azulejo de cuenca y arista

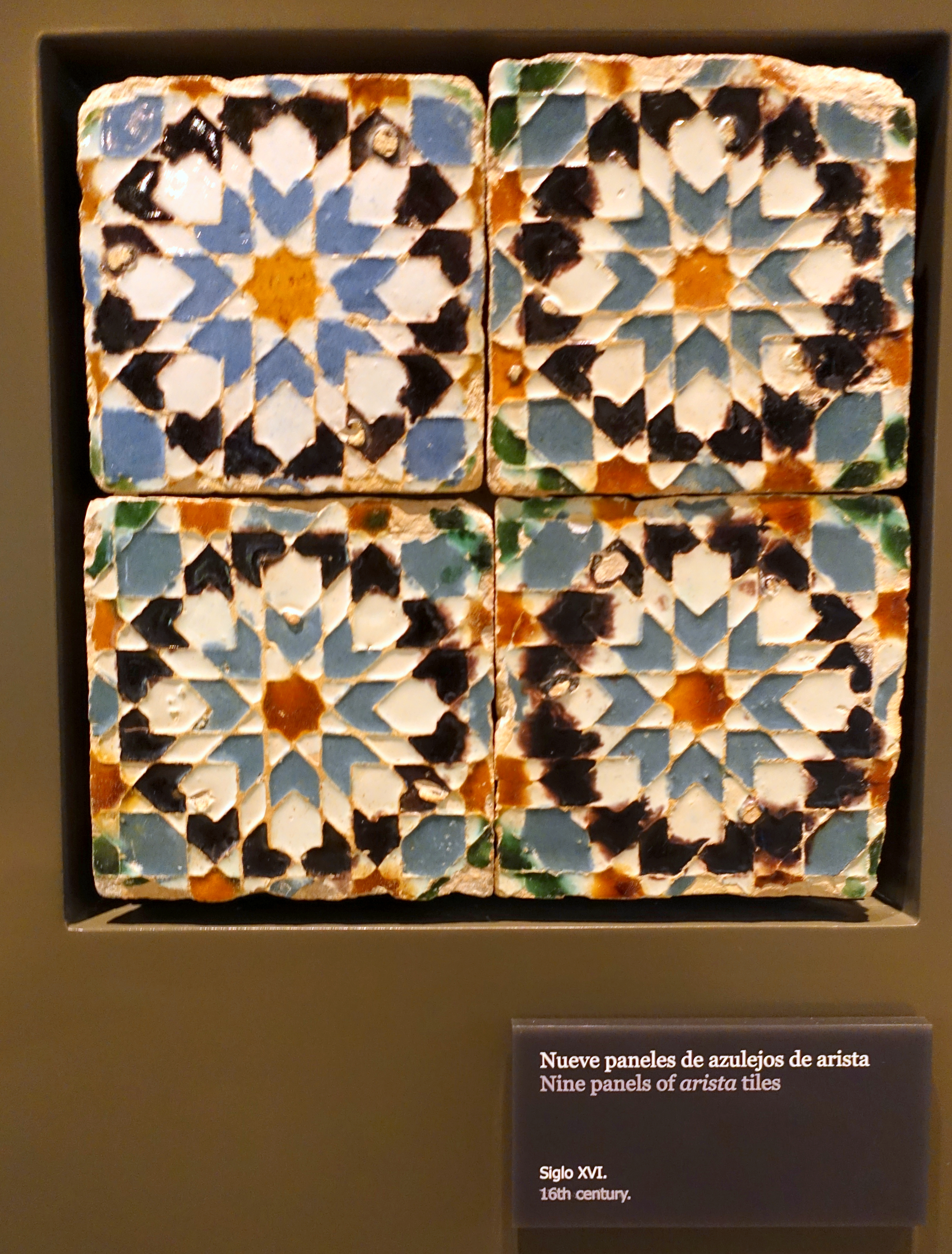
Azulejos realizados en Sevilla en el con la técnica de cuenca o arista

Azulejo de cuenca y arista, cuenca o arista o simplemente azulejo de arista, se denomina a una técnica decorativa en alfarería y cerámica que consiste en la utilización de un molde que se aplica sobre la superficie cerámica cruda y blanda, previamente al proceso de decoración. El molde deja un relieve en el barro que se aprovecha para aplicar los colores que forman el motivo decorativo, de esta forma se facilita el proceso de aplicar el color y se evita que se mezclen los pigmentos. Este procedimiento se utiliza desde el siglo xv y sustituyó en gran parte a la técnica denominada ‘cuerda seca’, que requería más tiempo para obtener la decoración final de la pieza. 
La técnica de cuenca o arista se aplicó principalmente en la fabricación de azulejos, ya que permite la repetición de los motivos con gran exactitud. Los primeros focos de producción en España en los siglos xv y xvi se situaron en las ciudades de Sevilla, Toledo y Muel.

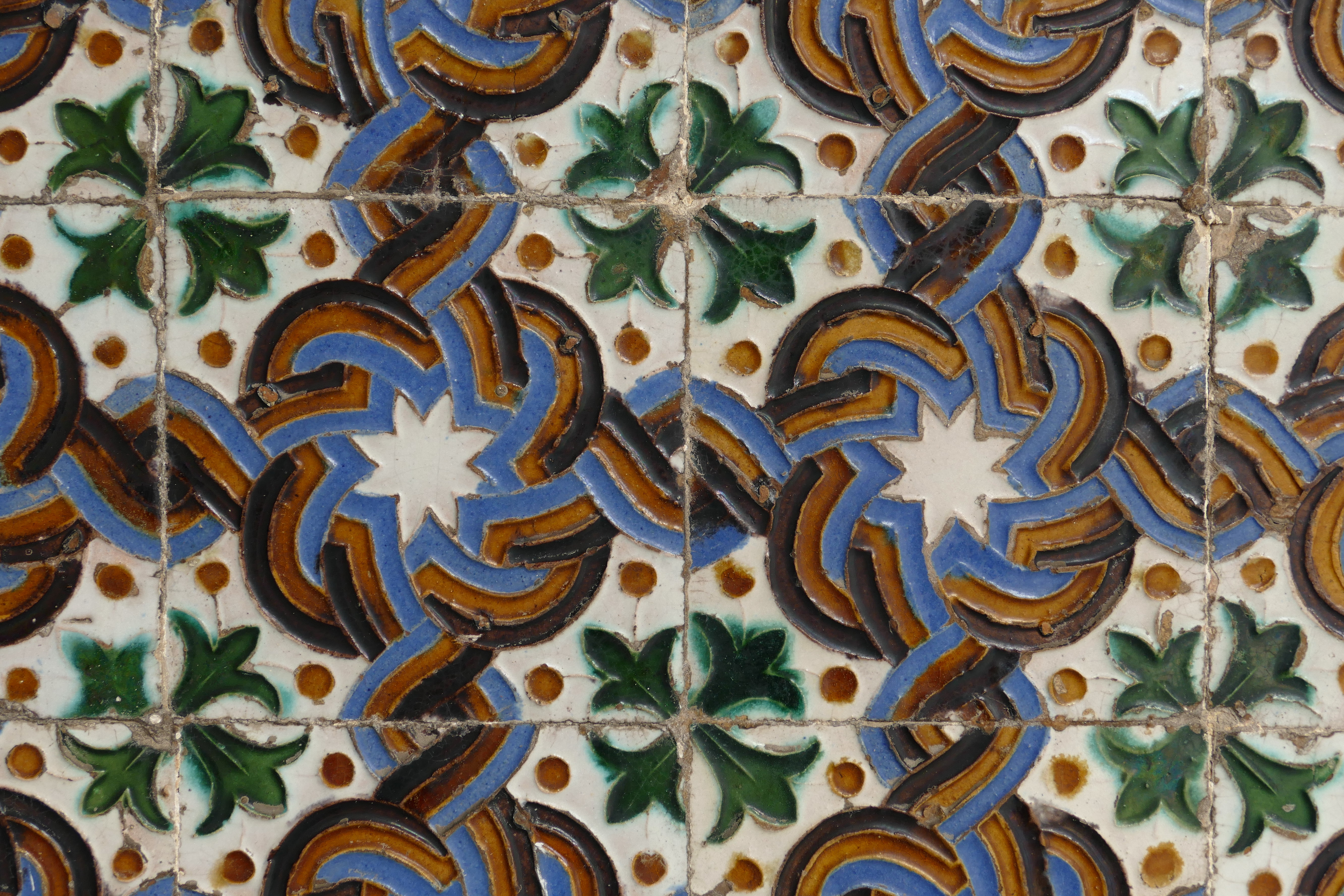
Casa de Pilatos, Sevilla.
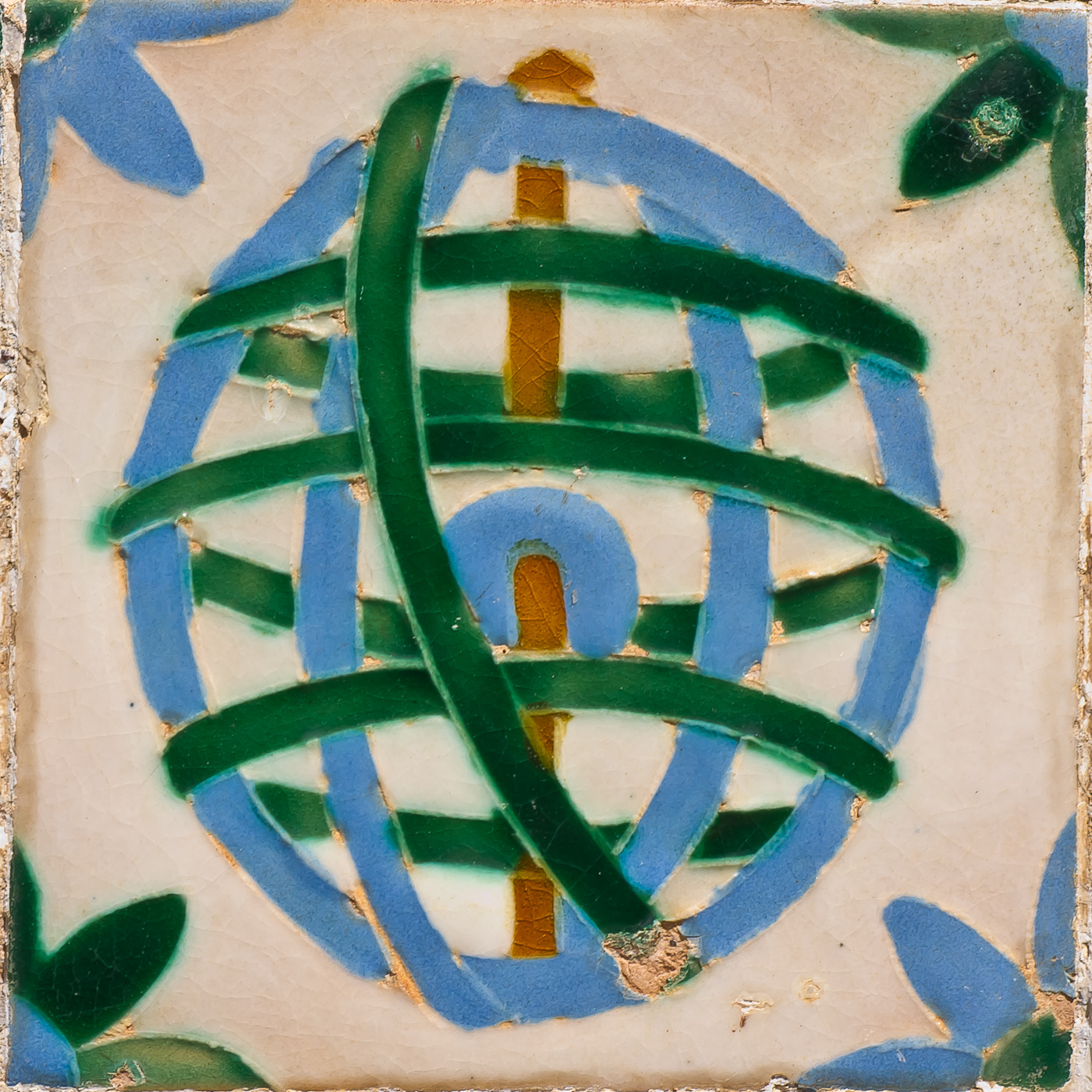
«Azulejo de arista» de Portugal.
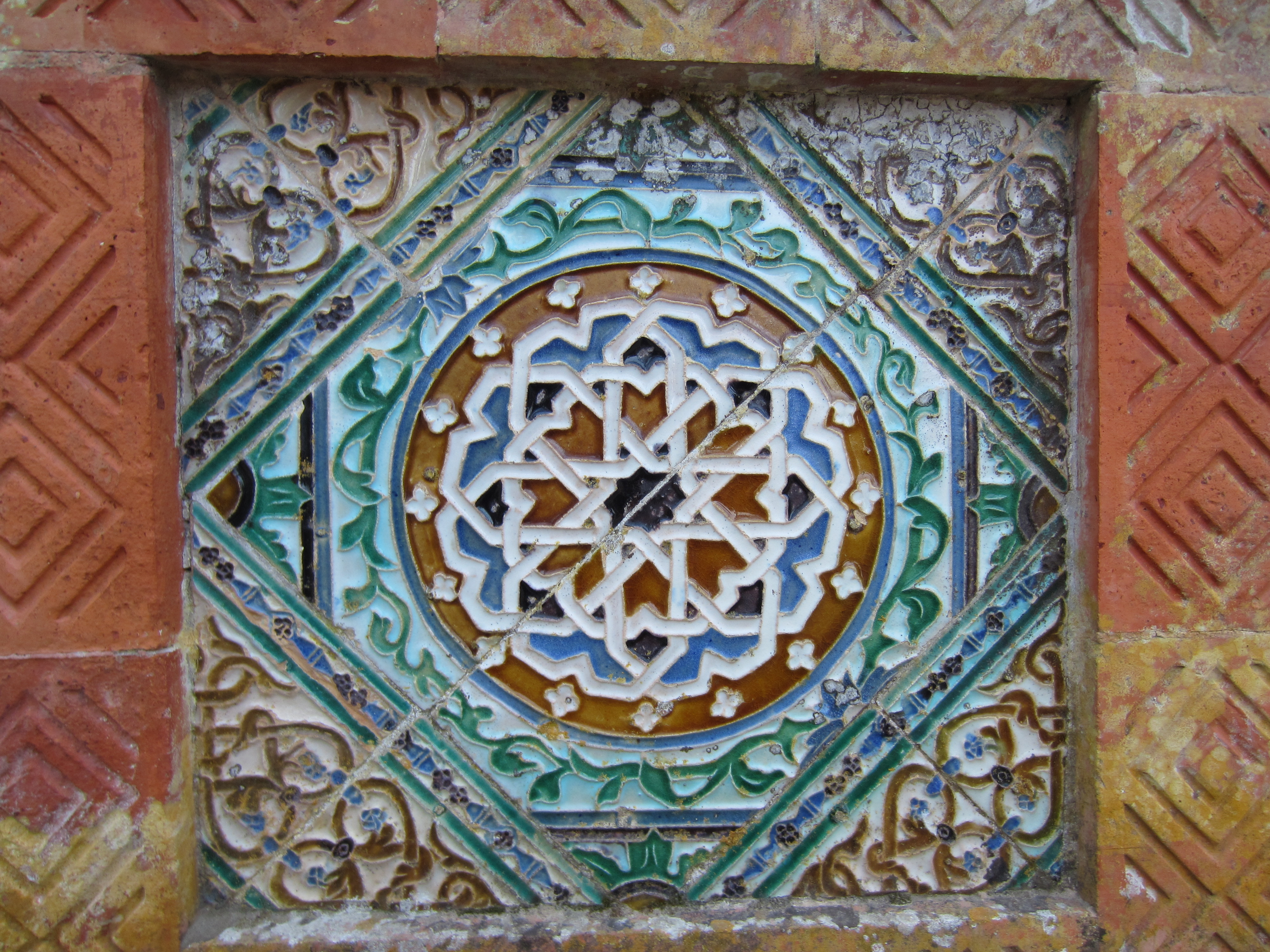
Técnica mudéjar de arista en Sintra.